# Selet (Degerfors socken, Västerbotten)
Selet är en sjö i Vindelns kommun i Västerbotten och ingår i Umeälvens huvudavrinningsområde.